# Ken Bates
Pour les articles homonymes, voir Bates.
Kenneth William Bates, surnommé Ken Bates, né le 4 décembre 1931 à Ealing, est un homme d'affaires britannique, connu notamment pour ses fonctions de dirigeant dans le football.
Il est impliqué notamment dans la création de la Premier League, dans la reconstruction du stade de Wembley et en tant qu'ancien propriétaire et président du Chelsea FC et du Leeds United AFC.

## Biographie
Dans les années 1960, Bates est pendant cinq ans le président d'Oldham Athletic. Il dirige également un temps Wigan Athletic. En 1982 il rachète le club londonien de Chelsea pour 1 £. Sous sa direction, le club se renforce considérablement et devient un prétendant aux meilleurs places du championnat. Il permet aussi au club de rester dans son stade historique de Stamford Bridge, un temps menacé. En 2003, alors que le club a remporté ses premiers titres depuis les années 1970 mais compte une dette estimée à 80 millions de livres, Bates revend le club au milliardaire russe Roman Abramovich pour un montant estimé à 140 millions de livres.
En janvier 2005, Bates achète 50 % des parts de Leeds United, un autre club historique en difficulté financière. En mai 2007, Leeds est relégué administrativement en League One (D3) à cause de sa situation financière. Le club retrouve le Championship (D2) en 2010. En mai 2011, Bates rachète la totalité du club. En novembre 2012, il le revend à GFH Capital et quitte la direction l'année suivante.
Il possède en 2015 une station de radio.